# Arnodera - Colle Montabone
Arnodera - Colle Montabone è un sito di interesse comunitario (cod.IT1110055) della Regione Piemonte, istituito nell'ambito della Direttiva 92/43/CEE (Direttiva Habitat) e designato inoltre come Zona Speciale di Conservazione. Comprende un'area di 129 ettari nei territori comunali di Gravere, Meana di Susa e Susa, nella Città metropolitana di Torino.

## Territorio

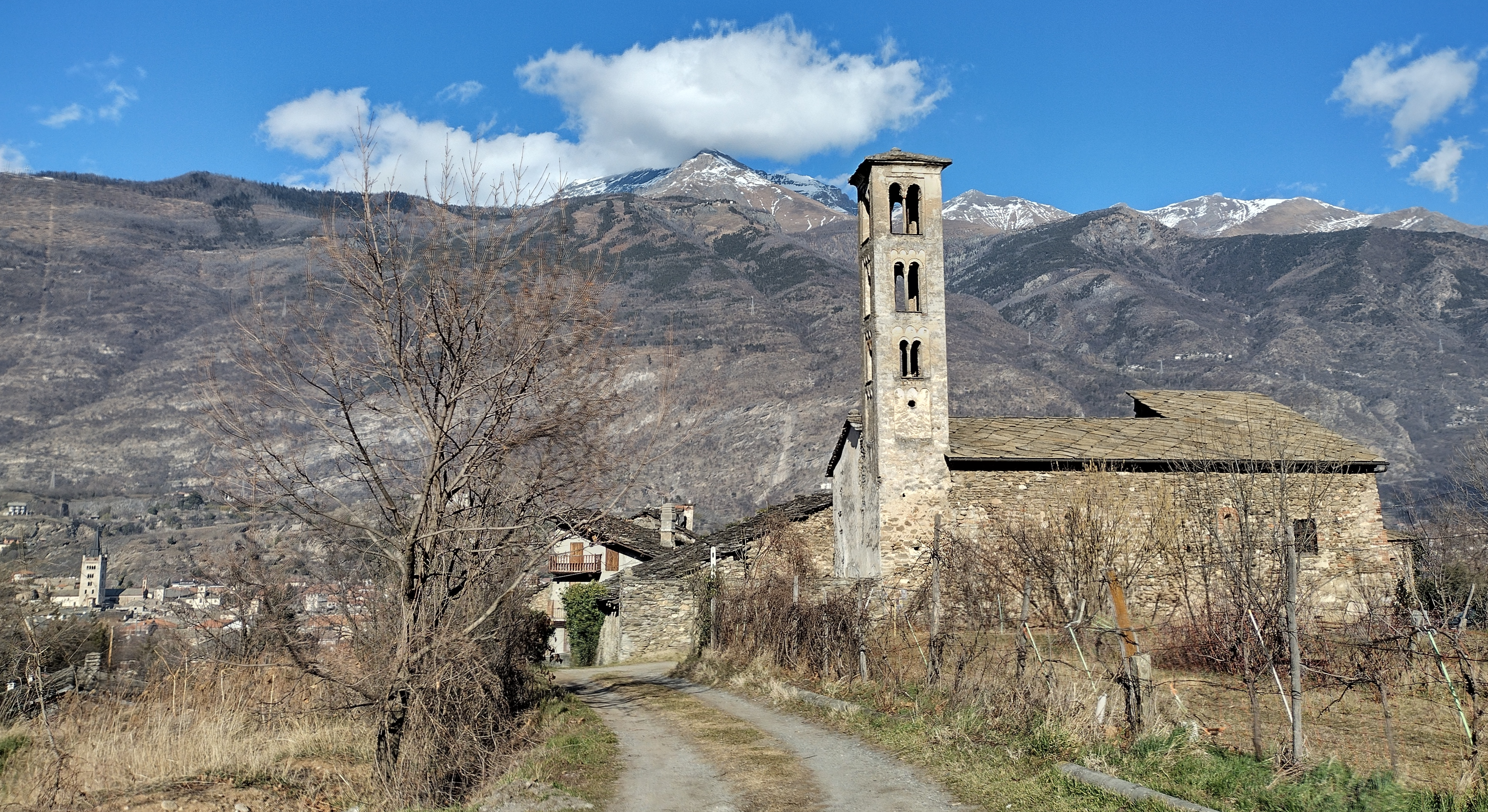
San Saturnino con a destra un vecchio vigneto e sullo sfondo il Rocciamelone

Il territorio protetto è situato in destra idrografica della Dora Riparia, non lontano dalla cittadina di Susa. Comprende dossi rocciosi caratterizzati da un clima particolarmente arido e assolato. Circa un quinto dell'area è ricoperto da querceti, nei quali accanto alla prevalente roverella si trovano anche roveri. Le zone boschive comprendono anche, nelle aree più fresche, acero-tiglio-frassineti, oltre che castagneti. Il resto del SIC è occupato da terreni erbosi aperti, boscaglie di invasione e lembi coltivati parzialmente terrazzati, in particolare a frutteto e vigneto.
La zona viene gestita dall'Ente di gestione delle aree protette delle Alpi Cozie.  Il territorio del SIC/ZSC è lambito a sud dalla ferrovia Torino-Bardonecchia e a nord dalla ex SS 24. Il Colle Montabone (870 m s.l.m.) e la frazione Arnodera, che danno il nome all'area protetta, sono esterni ai suoi confini e si trovano ad ovest del SIC/ZSC.

## Storia

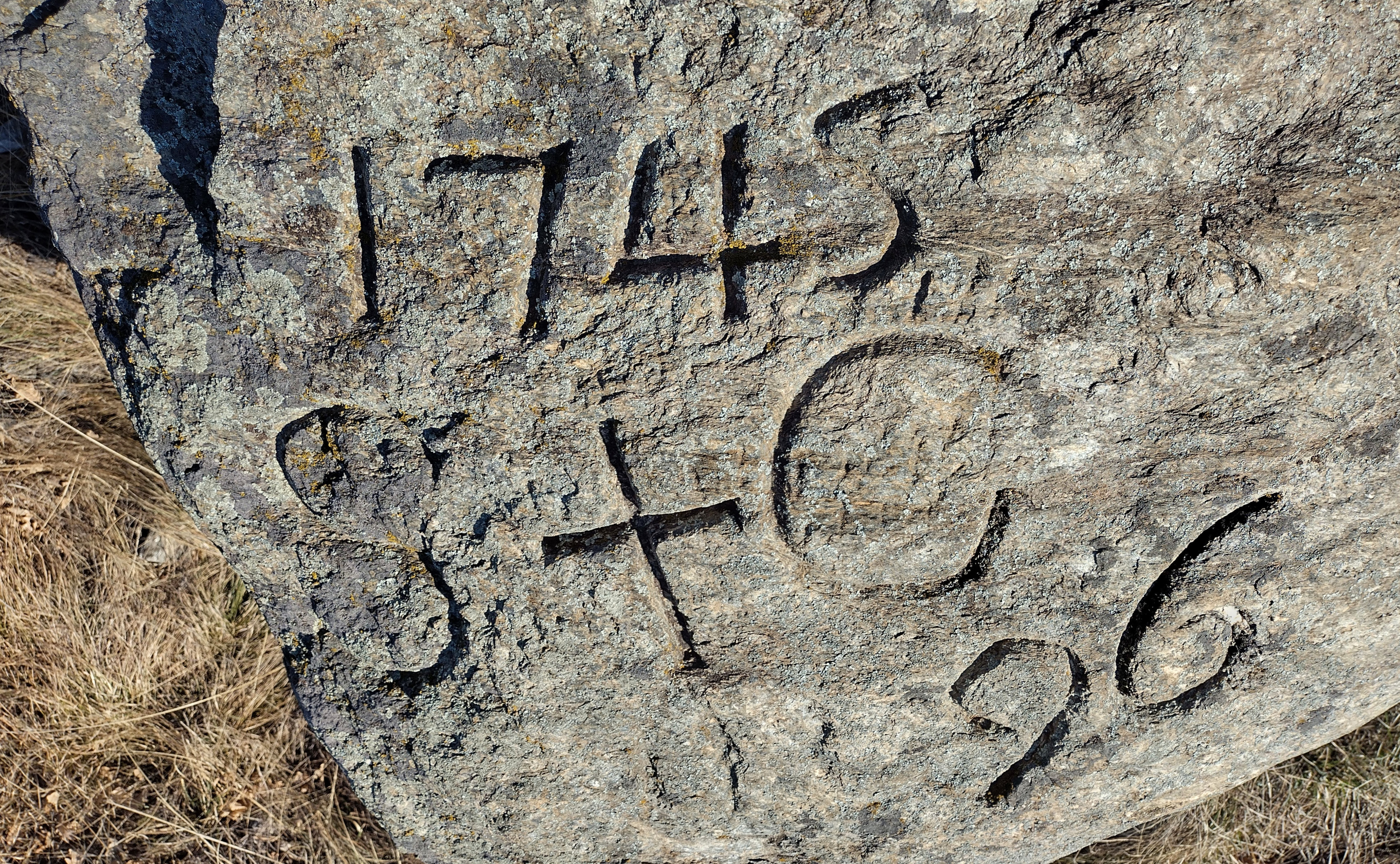
Incisione rupestre nel SIC

All'interno dell'area del SIC sono presenti alcune incisioni rupestri. In particolare su un masso in comune di Meana di Susa (località "Cantalupo"), sul rilievo che domina la frazione Col Facero, è nota una incisione con funzione di segno confinario e che riporta le date dal 1745 e del 1790. Nei pressi del confine nord-occidentale del SIC/ZSC si trova la chiesa medioevale di San Saturnino. Nei pressi dell'area protetta  furono attive in passato cave di calce, in parte poi riutilizzate come discariche, ormai non più attive.

## Flora e vegetazione

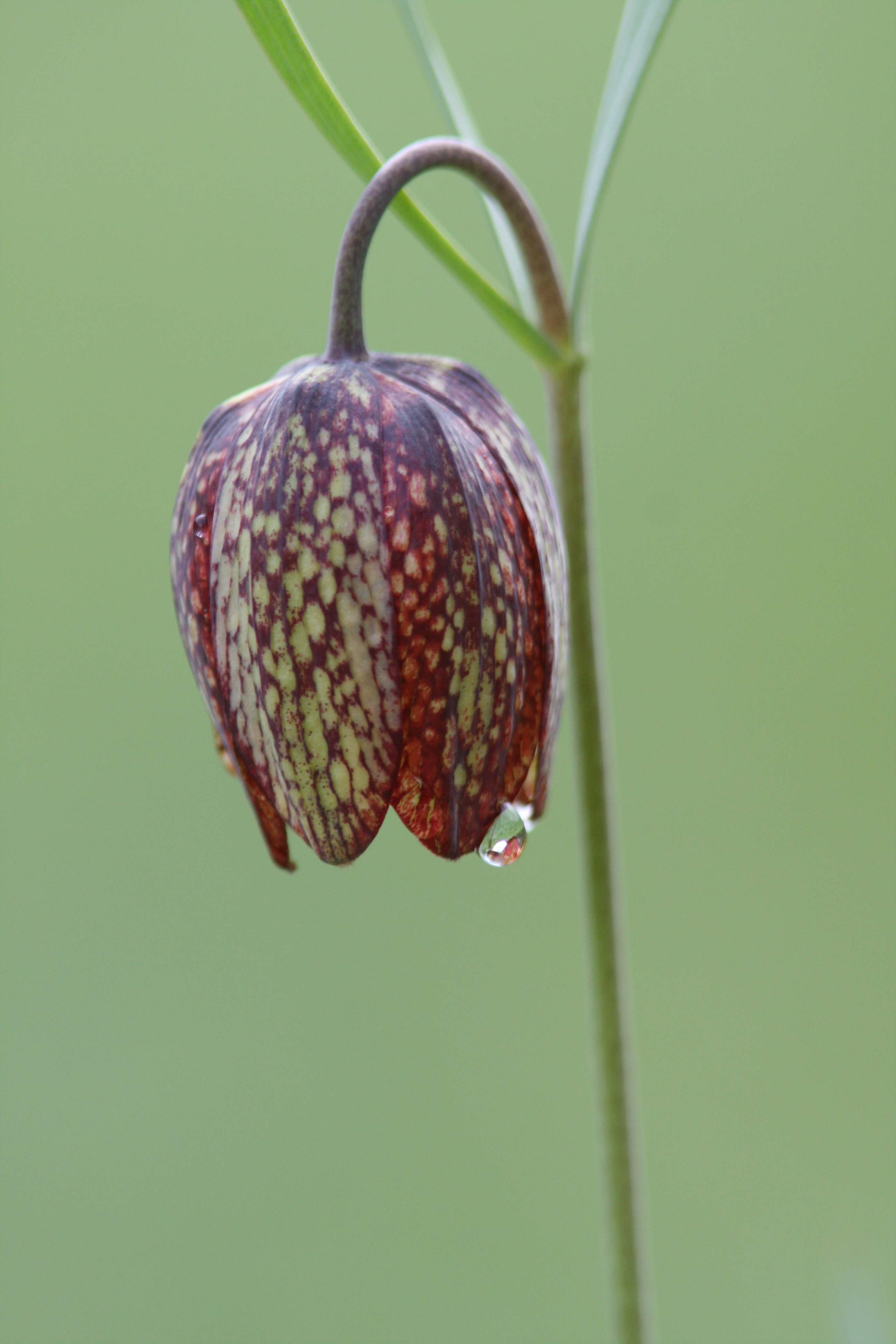
FIore di Fritillaria nei pressi della frazione Arnodera

A livello floristico l'area è di notevole interesse per la presenza di varie specie tipiche degli ambienti aridi. Tra queste si possono ricordare le orchidacee Orchis morio e Orchis tridentata; significativa è anche la presenza di Lavandula angustifolia e di Fritillaria orientalis, rarissima in Piemonte. Altra specie rara nella regione è la leguminosa Colutea arborescens, che nell'area protetta forma alcune boscaglie.
Varie tra le misure sito-specifiche per il SIC/ZSC riguardano la gestione e il miglioramento delle aree a bosco: ad esempio vige la prescrizione di un torno minimo di 10 anni per lo sfruttamento del bosco ceduo o il divieto di abbattere gli esemplari di castagno con diametro maggiore di 70 cm. Particolarmente tutelati sono prati xerofili a Bromus erectus, sui quali viene limitato il numero di sfalci o di pascolamenti annuali e vietata l'irrigazione e la concimazione con prodotti chimici di sintesi. Tra le minacce per gli aspetti naturalistici più rilevanti del sito, legati alla presenza di ambienti aperti e assolati, c'è l'espansione degli arbusteti su pascoli e terreni un tempo coltivati ed oggi abbandonati.

## Fauna
All’interno del sito sono presenti varie specie di lepidotteri, favorite dall'aridità e dal soleggiamento dell'area. Particolarmente significative le  farfalle diurne; tra queste sono di interesse conservazionistico le specie Iolana iolas (che in Piemonte è rara) e Callimorpha quadripunctata. I lepidotteri sono particolarmente tutelati da alcune delle misure sito-specifiche vigenti nella ZSC, quali per esempio il divieto di raccolta di larve o adulti da parte dei collezionisti, della modifica delle aree del sito effettivamente frequentate dalle specie protette con la costruzione di strade o altri manufatti e della messa in atto di rimboschimenti. Sempre tra gli insetti si segnala la presenza del cervo volante e, tra i rettili, quella di specie di interesse comunitario quali il ramarro (Lacerta bilineata) e il biacco (Hierophis viridiflavus).

## Habitat

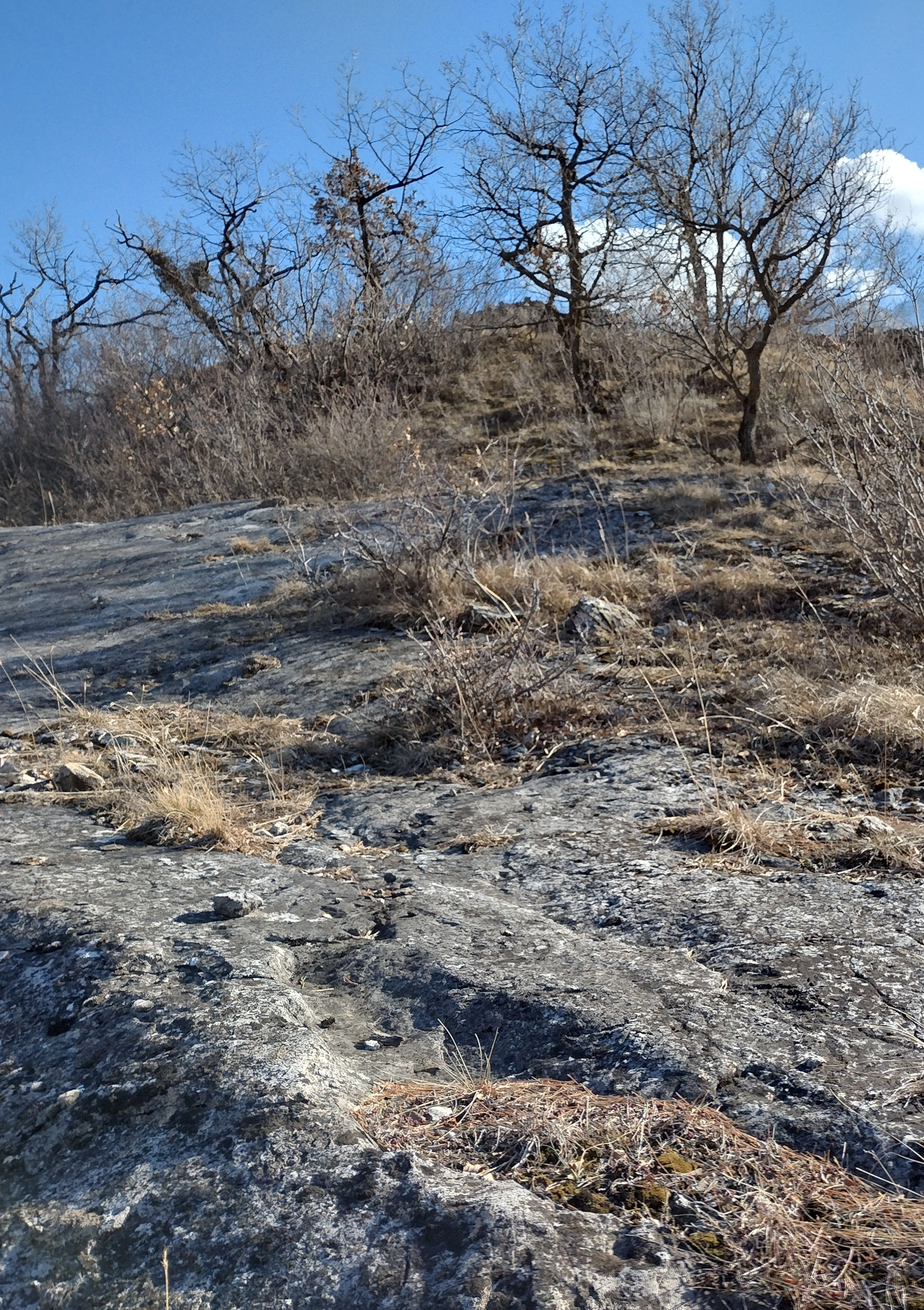
Affioramenti rocciosi ed esemplari di quercia

Nel SIC/ZSC sono presenti i seguenti habitat naturali di interesse comunitario:
- boschi di castagno (cod. 9260),
- prati da sfalcio (cod. 6510),
- praterie xerofile a Bromus erectus  (cod. 6210).

## Attività
La zona del SIC/ZSC è visitabile a pedi o in mountain bike. Sono presenti alcuni sentieri poco battuti che si inoltrano nelle aree di maggiore interesse naturalistico del sito.